# Isla de San Cristóbal (San Cristóbal y Nieves)
San Cristóbal (en inglés Saint Christopher o Saint Kitts) es una de las dos principales islas que conforman la Federación de San Cristóbal y Nieves, en el archipiélago de las Antillas Menores (mar Caribe). Tiene unos 35 000 habitantes y una extensión total de 179 km². La principal población es Basseterre, con unos 16 000 habitantes, que funge también como capital de la federación.

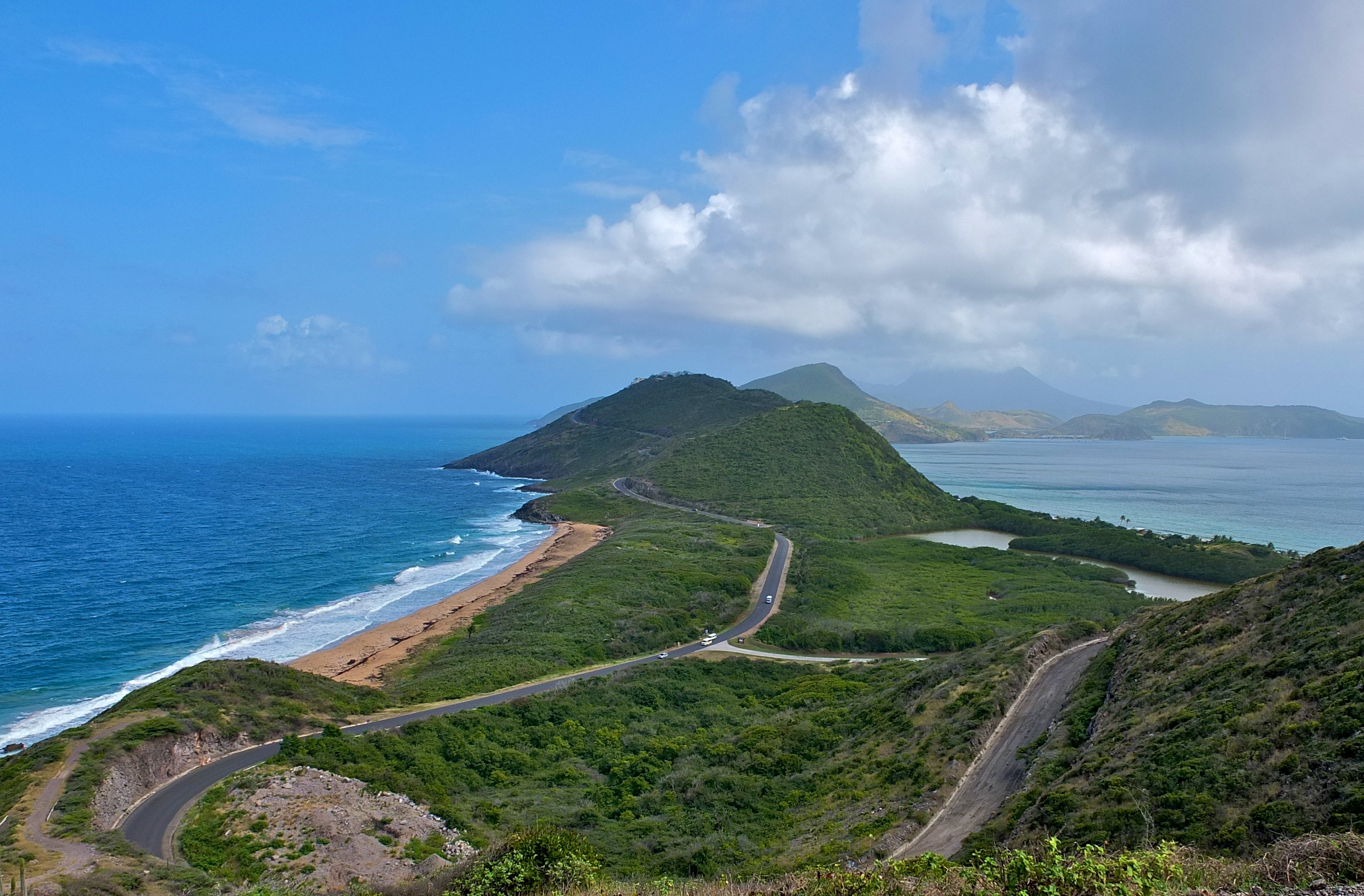
Imagen de San Cristóbal

Fue bautizada en honor a San Cristóbal, patrón de los viajeros.
La constitución (redactada en inglés) acepta los nombres Saint Christopher and Nevis (San Cristóbal y Nieves) y Saint Kitts and Nevis (San Kitts y Nevis).